# نيلوس دوكساباتريس
نيلوس دوكساباتريس أو نيلوس دوكساباتريوس (باليونانية: Νεῖλος ὁ Δοξοπατρῆς)‏ كان راهبًا وعالم لاهوت وكاتبًا ناطقًا باللغة اليونانية نشطًا في صقلية في النصف الأول من القرن الثاني عشر.

## سيرة شخصية
وفقًا للمكتوب في مقدمة كتاب نيلوس حول البطاركة، كان في باليرمو في 1142/43 في بلاط الملك روجر الثاني. يظهر توقيعه في الجزء السفلي من قانون يعود لسنة 1146 حول كنيسة مارتورانا في باليرمو. كل شيء آخر يتعلق بحياته من باب التخمين. ولد في عائلة يونانية صقلية باسم «نيكولاس»، ويبدو أنه بدأ حياته المهنية في القسطنطينية، حيث شغل العديد من المناصب العليا، كنسياً وعلمانياً: شماس في آيا صوفيا، كاتب العدل (موثق العقود) البطريركي (بالإنجليزية: patriarchal notary)‏، رئيس (بالإنجليزية: protoproedros)‏ على نائب أسقف الأبرشية (بالإنجليزية: protosynkelloi)‏ وعلى حارس القوانين (بالإنجليزية: nomophylax)‏. في وقت ما أصبح راهبًا، متخذاً الاسم الرهباني «نيلوس»، وغادر إلى صقلية.
يشترك نيلوس دوكساباتريس في اللقب مع جون دوكساباتريس (بالإنجليزية: John Doxapatres)‏، أستاذ البلاغة الذي دَرَسَّ في القسطنطينية في القرن الحادي عشر، لكن العلاقة بينهما غير معرفة.

## أعماله
وصلنا عملان من تأليف نيلوس دوكساباتريس:
- مقالة في البطريركيات الخمس (Σύγγραμμα... περὶ τῶν πέντε πατριαρχικῶν θρόνων καὶ τῶν ὑπ'αὐτοὺς ἀρχιεπισκόπων καὶ μητροπόλεων κτλ. أو Τάξις τῶν πατριαρχικῶν θρόνων)، عمل جغرافي وتاريخ كنسي بتكليف من الملك روجر الثاني ملك صقلية. فيه يستكشف دوكساباتريس الأفكار البيزنطية للكنيسة العالمية، والتي كانت بعيدة كل البعد عن تصور البابوية (وكذلك اللاهوتيين اليونانيين الآخرين النشطين في جنوب إيطاليا). ونتيجة لذلك، كان العمل مثيراً للجدل للغاية في الأوساط الغربية، ولم يبق سوى نسختين من المخطوطة قبل 1453، ولكن تم ترجمتها إلى الأرمينية حوالي 1179/80. ظهرت النسخة المطبوعة الأولى في مجموعة Étienne Le Moine ل Varia Sacra، seu Sylloge variorum opusculorum Græcorum ad rem ecclesiasticam spectantium، 2 vols. (ليدن، 1685).
- بحث نافع في الاقتصاد الإلهي في العلاقة مع الإنسان (Περὶ τῆς ἐξ ἀρχῆς καὶ μέχρι τέλους οἰκονομίας τοῦ Θεοῦ εἰς τὸν ἄνθρωπον ἱστορία ἐπωφελής, καὶ περὶ τῆς χριστιανικῆς πολιτείας ὅπως συνέστη, καὶ κατὰ πάντων τῶν αἱρετικῶν) خلاصة لاهوتية شاسعة مؤلفة على ما يبدو من خمسة كتب لم يبق منها سوى الكتابين الأولين - على الرغم من أننا لا نعرف ما إذا كانت الكتب الثلاثة الأخرى مكتوبة على الإطلاق. يناقش الكتاب الأول، في 263 فصلاً، خلق الإنسان، الجنة، والهبوط. أما الفصل الثاني فقد خصص 203 فصلاً للمسيح، آدم الثاني، الذي يصلح الذنوب من أجل الأول ويخلص البشرية من خلال تجسده وآلامه. الكتاب الأول كان متأثراً قبل أي شيء كتاب غريغوري النيصي عن خلق الإنسان وكتاب نيميسيوس (Nemesius) عن طبيعة الإنسان، الكتاب الثاني تأثر بتعليقات ثيؤفلاكتيوس الأوخريدي (Theophylact of Ohrid). ربما كان الهدف من الكتابين الثالث والرابع، استنادًا إلى عناوينهما، مناقشة التاريخ المتأخر للرسل والكنيسة.

يُنسب إليه بشكل خاطئ كتاب ملخص القانون (باللاتينية: Synopsis Canonum) والذي كتبه أليكسيوس أريستينوس.

## طبعات الكتب
- Patrologia Graeca 132, col. 1083-1114 (Traité sur les patriarcats) and col. 1292-96. First chapter and final paragraph of Book 1 of De Œconomia Dei, based on a publication by Angelo Mai.
- Finck, Franz Nikolaus, ed. Des Nilos Doxopatres Τάξις τῶν πατριαρχικῶν θρόνων. Vagharshabad (Etchmiadzine), Mayr Athorho, 1902. Greek and Armenian versions.

## قائمة مراجع
- Caruso, Stefano. "Echi della polemica bizantina antilatina dell'XI-XII sec. nel De Œconomia Dei di Nilo Doxapatres." In Atti del Congresso internazionale di studi sulla Sicilia normanna, 403–31. Palermo, 1973.
- Morton, James. "A Byzantine Canon Law Scholar in Norman Sicily: Revisiting Neilos Doxapatres's Order of the Patriarchal Thrones." Speculum 92.3 (2017): 724–54.
- Neyrinck, Stefaan. "The De Œconomia Dei by Nilus Doxapatres. Some Introductory Remarks to the Work and its Edition & Chapter I, 40 : Edition, Translation and Commentary," Byzantion 80 (2010): 265–305.